# Duhaldea cappa
Duhaldea cappa là một loài thực vật có hoa trong họ Cúc. Loài này được (Buch.-Ham. ex D.Don) Pruski & Anderb. mô tả khoa học đầu tiên năm 2003.